# کلینیک سیار

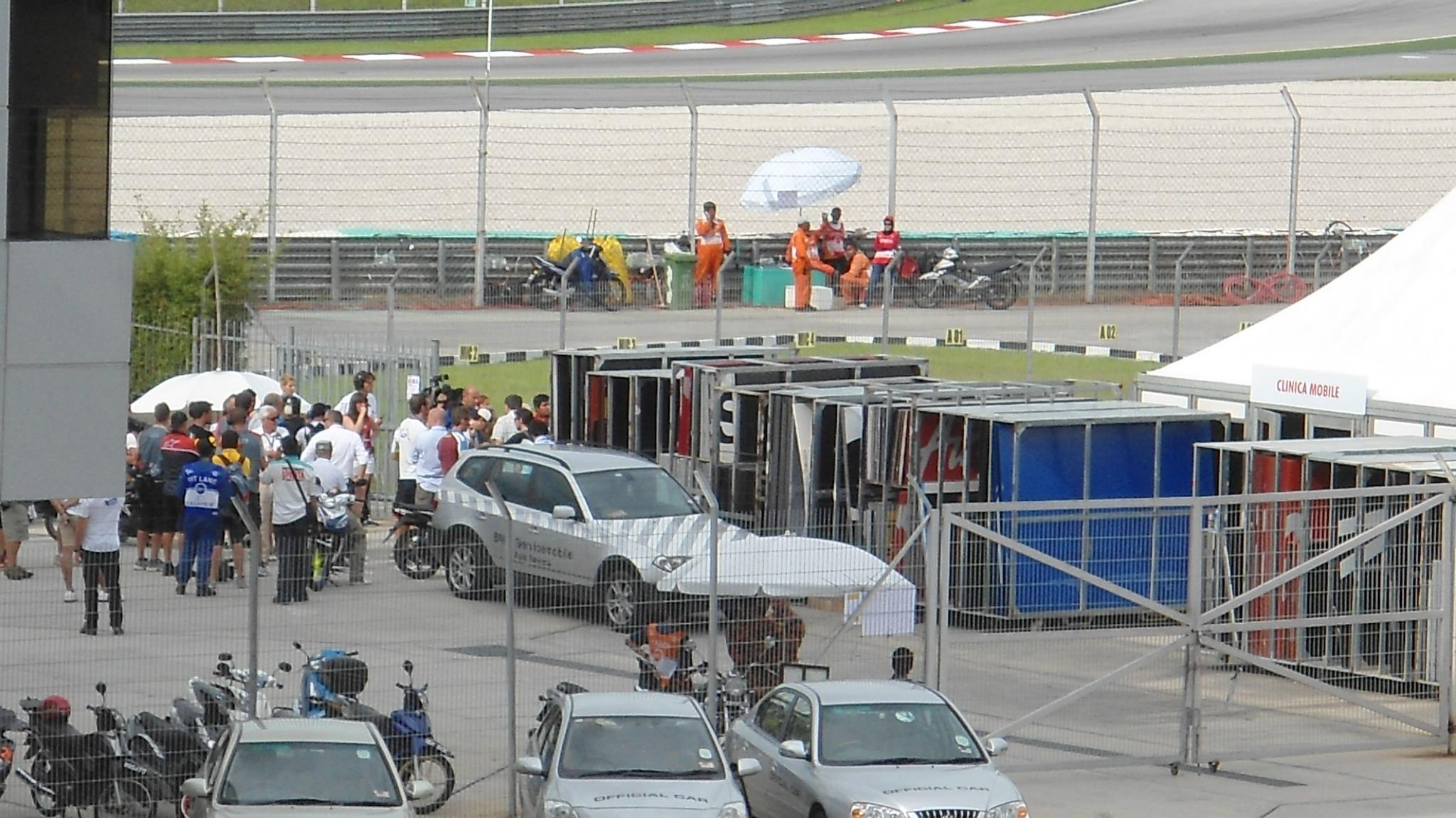
نمایی از یک مرکز کلینیک سیار در مسابقات موتورسواری مالزی - ۲۰۱۱

کلینیک سیار مجموعه امدادی و درمانی ویژه‌ای است که کاربردهای مختلفی را در شرایط عادی و بحرانی دارا می‌باشد.
طراحی اولیه این سازه‌ها به همراه تجهیزات داخلی آن اساساً برای مصارف نظامی و شرایط غیرمترقبه بوده‌است و لیکن از آن می‌توان جهت مصارف دیگری از قبیل مناطق توریستی و سیاحتی، ورزشگاه‌ها، مناطق روستایی، طرح‌های پژوهشی و تحقیقاتی و آماری بر روی جمعیت‌ها و موارد مشابه به کار برد. از مزایای کلینیک سیار امکان حمل و نقل آسان در شرایط مختلف است که مورد توجه مراکز درمانی و امدادی است و در شرایط گوناگون متناسب با اهداف تعریف شده سازمانی می‌باشد. کلینیک سیار از یک مجموعه کانتینر به همراه اسب کشنده تشکیل شده‌است که دارای قابلیت نصب تجهیزات درمانی و پزشکی جهت درمان و بستری موقت بیماران در شرایط گوناگون را دارا می‌باشد. با توجه به نصب نوع تجهیزات مورد استفاده در داخل کلینیک سیار می‌توان آن را به کلینیک تخصصی سیار تبدیل نمود که جهت فعالیت‌های خاص پزشکی مورد استفاده قرار می‌گیرد. کاربردهای عمومی کلینیک سیار عبارت‌اند از:
- استفاده به‌عنوان بیمارستان صحرایی
- استفاده به‌عنوان پایگاه‌های سیار اهدای خون
- استفاده به‌عنوان بخش بستری درصورت تکمیل ظرفیت بیمارستان‌های عمومی
- کاربردهای ویژه مثل اتاق تست، رفع آلودگی و غیره
- محل استراحت پرسنل در شرایط تخریب تأسیسات شهری یا آلودگی
- استفاده به‌عنوان اتاق مدیریت بحران و فرماندهی با کاربری ویژه